# 2′-O-Ribosyladenosinphosphat
2′-O-Ribosyladenosinphosphat (Ar(p) oder rAMP) ist ein seltenes Nukleosid und kommt in der tRNA vor. Es ist ein Derivat des Adenosins mit einer zusätzlichen Riboseeinheit, die wiederum mit Phosphorsäure verestert ist. Das Guanin-Analogon des Ar(p) ist 2′-O-Ribosylguanosinphosphat.

Eine tRNA_{i}^{Met} aus S. cerevisiae.
2′-O-Ribosyladenosinphosphat ist hier mit A^{*} gekennzeichnet.